# Rethwisch (Stormarn)
Rethwisch é um município da Alemanha localizado no distrito de Stormarn, estado da Schleswig-Holstein. Pertence ao Amt de Bad Oldesloe-Land.